# Iqaluit
Iqaluit (inuktitut ᐃᖃᓗᐃᑦ, co znaczy „miejsce, gdzie jest wiele ryb”, dawniej – Frobisher Bay) – stolica i jedyne miasto terytorium Nunavut w Kanadzie. Leży na południowym wybrzeżu Ziemi Baffina, na końcu Zatoki Frobishera. Ma 7740 mieszkańców (dane ze spisu powszechnego w 2016), z czego 59,1% stanowią Inuici.

## Geografia

### Klimat
Miasto ma typowo arktyczny klimat. Średnia miesięczna temperatura utrzymuje się poniżej zera przez osiem miesięcy w roku. Jest to jedyna w Kanadzie stolica terytorialna niedostępna z reszty kraju za pomocą szosy. Można dostać się tam samolotem, lub, jeżeli zatoka nie jest oblodzona, statkiem. Ulice w mieście nie mają nazw, a każdy budynek posiada unikatowy numer.
Ze względu na stosunkowo duże lotnisko i zimny klimat, testuje się tu, jak zachowują się w zimnych warunkach samoloty. Lądował tu m.in. superjumbo Airbus A380.

## Historia
Stałe osadnictwo rozpoczęło się tutaj w 1942 r., gdy Amerykanie założyli bazę lotnictwa. Nazwali ją od zatoki, nad którą leży miasto (zatoka, z kolei, nazwana jest na cześć żeglarza Martina Frobishera). Po II wojnie światowej zlokalizowana była tu baza ochrony przeciwrakietowej (Distant Early Warning) Dowództwa Północnoamerykańskiej Obrony Powietrznej. Angielska nazwa „Frobisher Bay” została oficjalnie zmieniona na inuicką „Iqaluit” 1 stycznia 1987, lecz należy zauważyć, że Inuici zawsze używali tej drugiej. W grudniu 1995, Iqaluit zostało wybrane przyszłą stolicą Nunavut w referendum. 19 kwietnia 2001 Iqaluit oficjalnie otrzymało prawa miejskie.

## Demografia
Liczba mieszkańców Iqaluitu wynosi 7740. Język angielski jest językiem ojczystym dla 45,4%, tak samo 45,4% mieszkańców zadeklarowało jako język ojczysty Inuktitut, natomiast francuski 4,8% mieszkańców (2016).

### Skład etniczny[2]
| Grupa etniczna           | % wszystkich mieszkańców |
| ------------------------ | ------------------------ |
| Rdzenne ludy Kanady      | 61,2%                    |
| Biali Kanadyjczycy       | 34,3%                    |
| Azjaci                   | 2,8%                     |
| Czarni Kanadyjczycy      | 1,1%                     |
| Latynosi                 | 0,2%                     |
| Arabowie                 | 0,2%                     |
| Pozostali (w tym Metysi) | 0,2%                     |

### Religia[3]
| Wyznanie           | % wszystkich mieszkańców |
| ------------------ | ------------------------ |
| Anglikanie         | 42,6%                    |
| Katolicy           | 17,0%                    |
| Inni chrześcijanie | 6,8%                     |
| Bez przynależności | 22,9%                    |

## Galeria

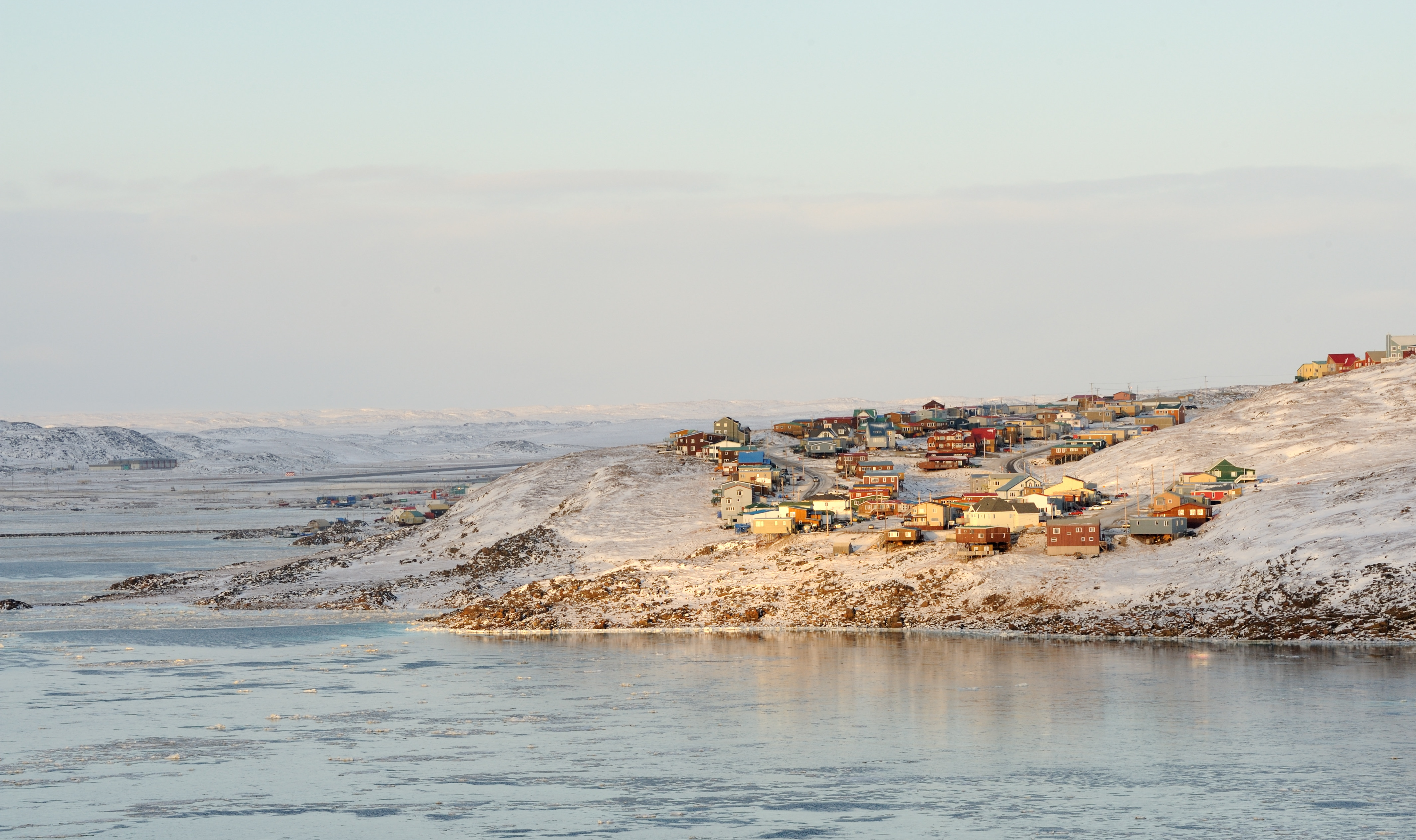
Fragment wybrzeża przy Zatoce Frobishera
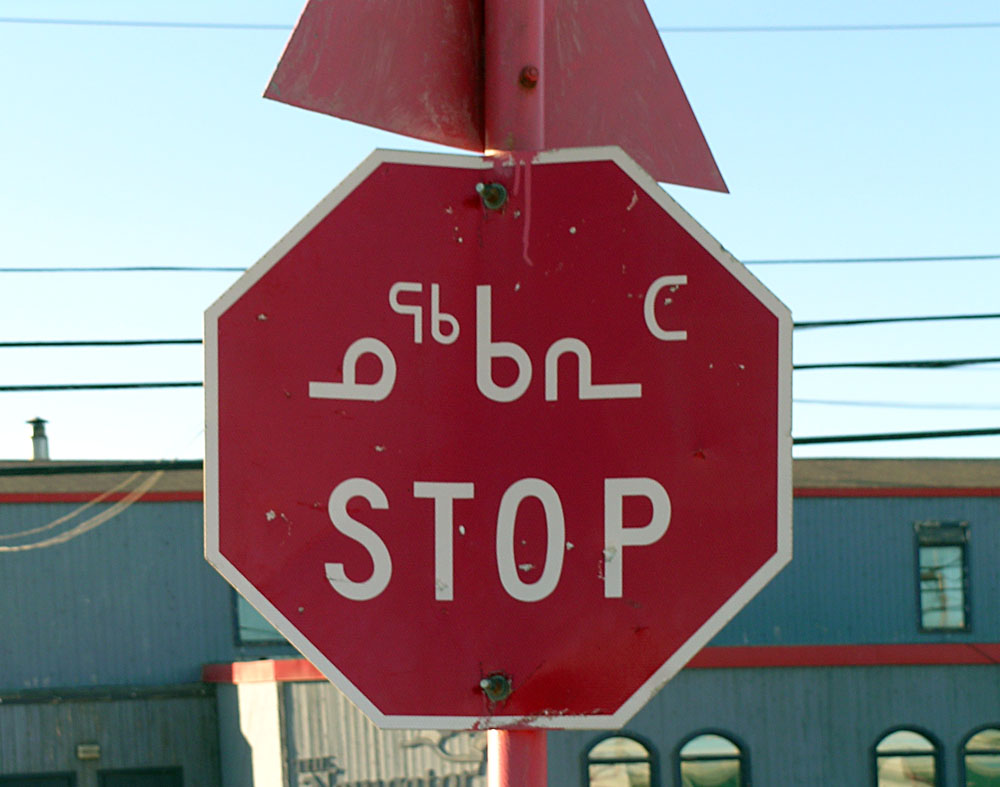
Dwujęzyczny znak „STOP” (w języku angielskim i Inuktitut)
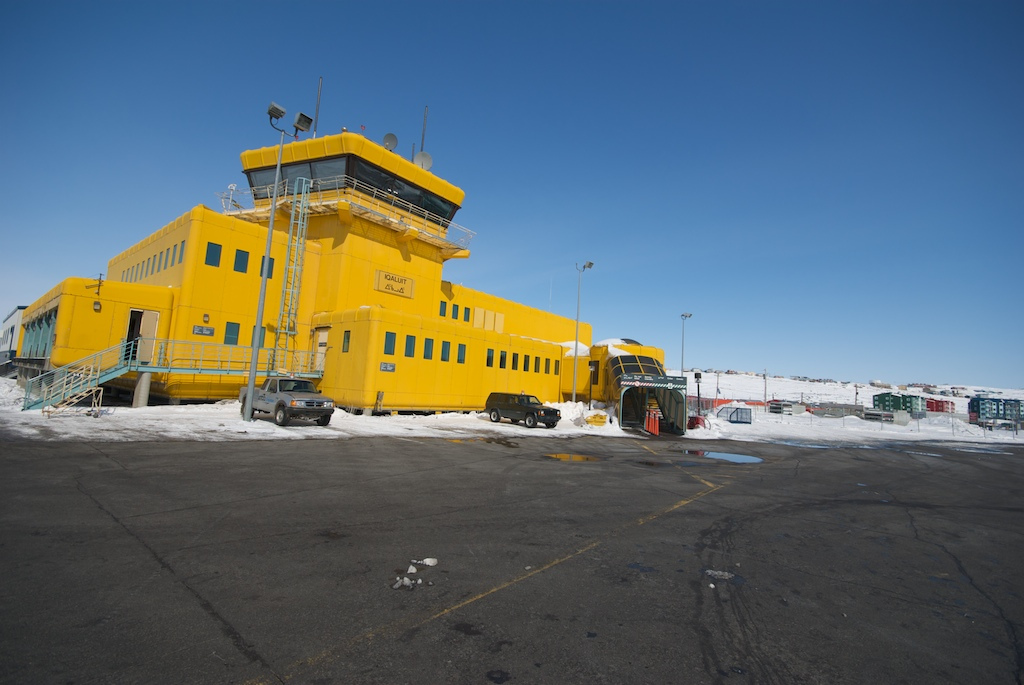
Miejskie lotnisko
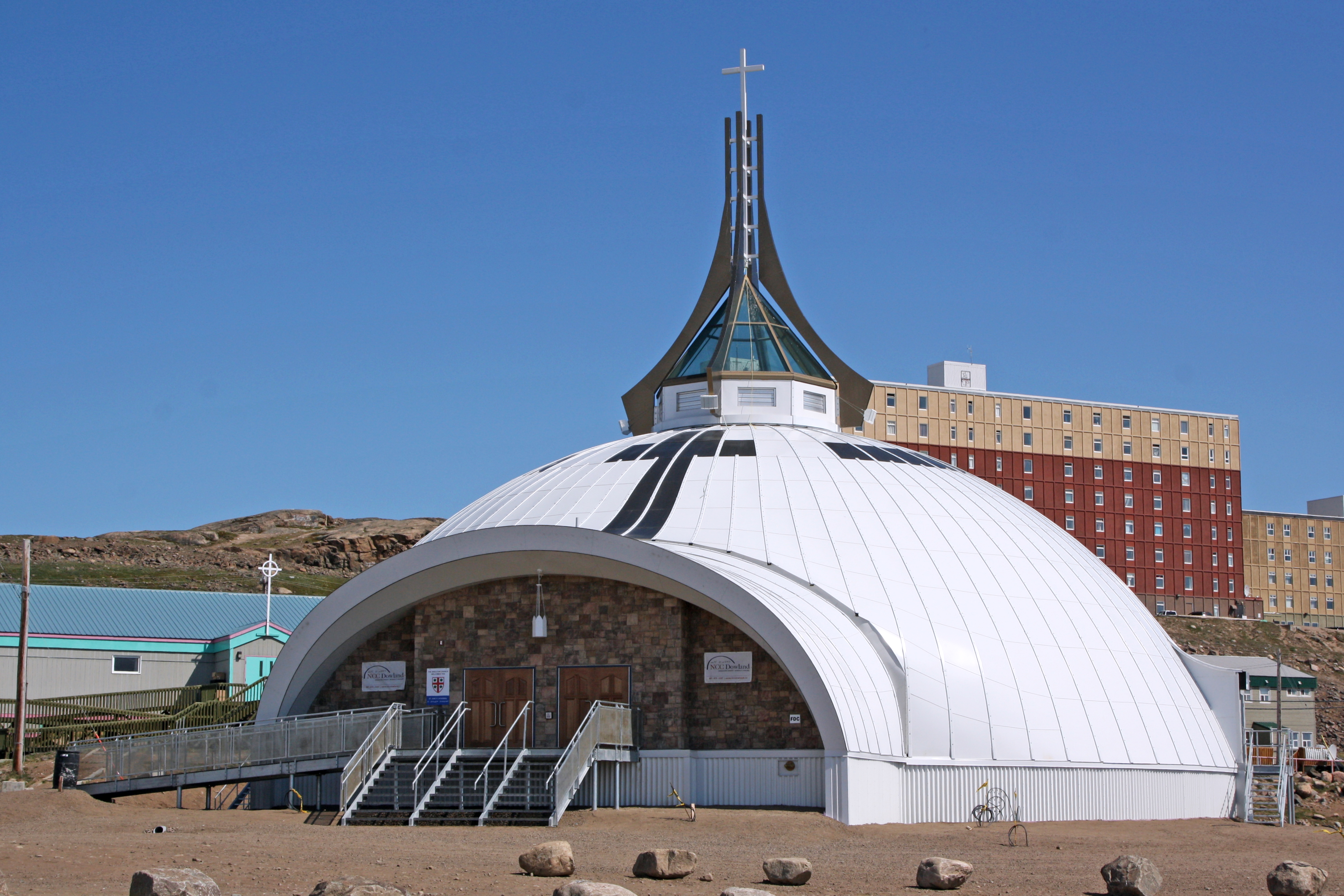
Anglikańska Katedra Św. Judy
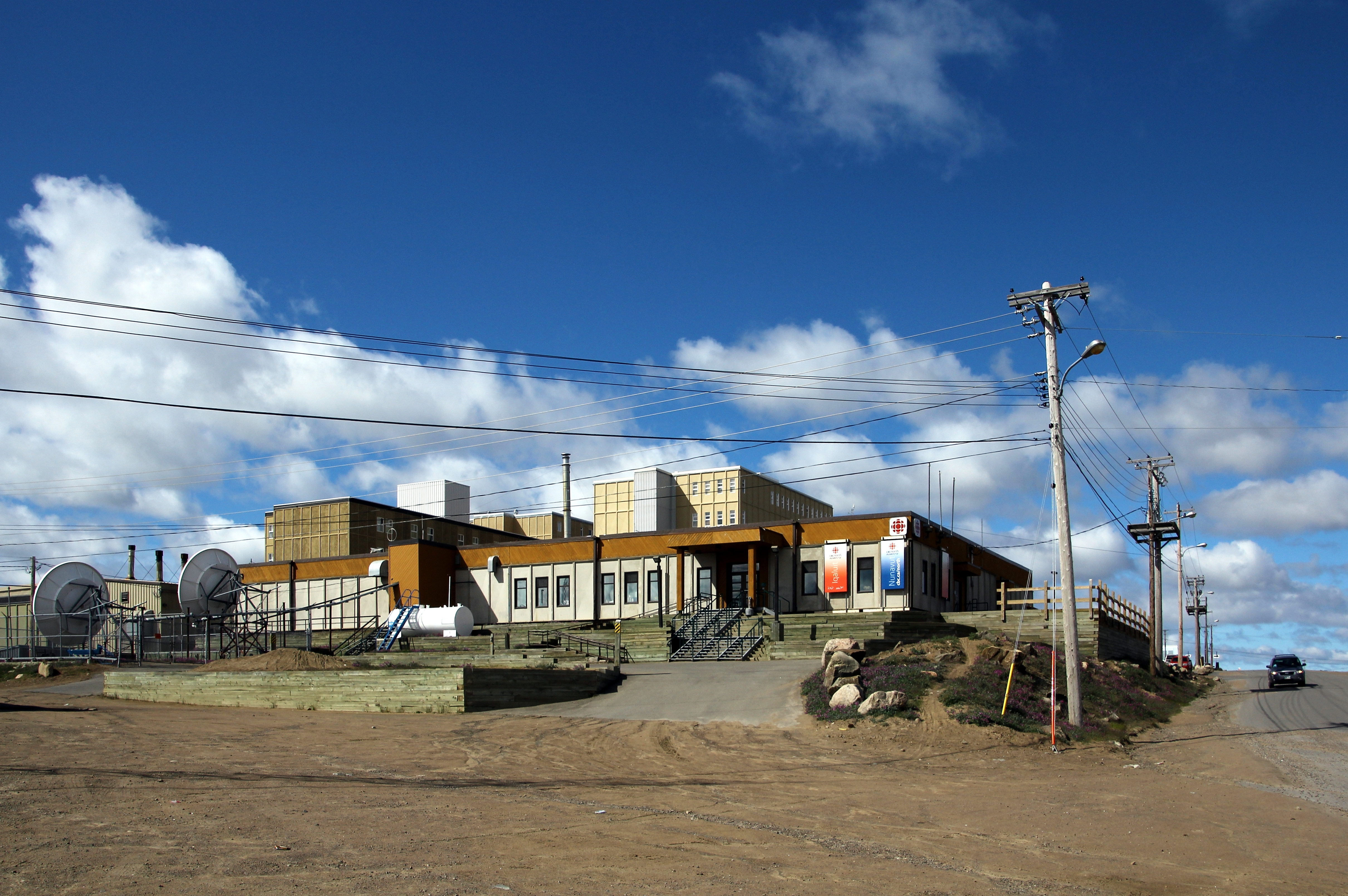
Siedziba CBC North
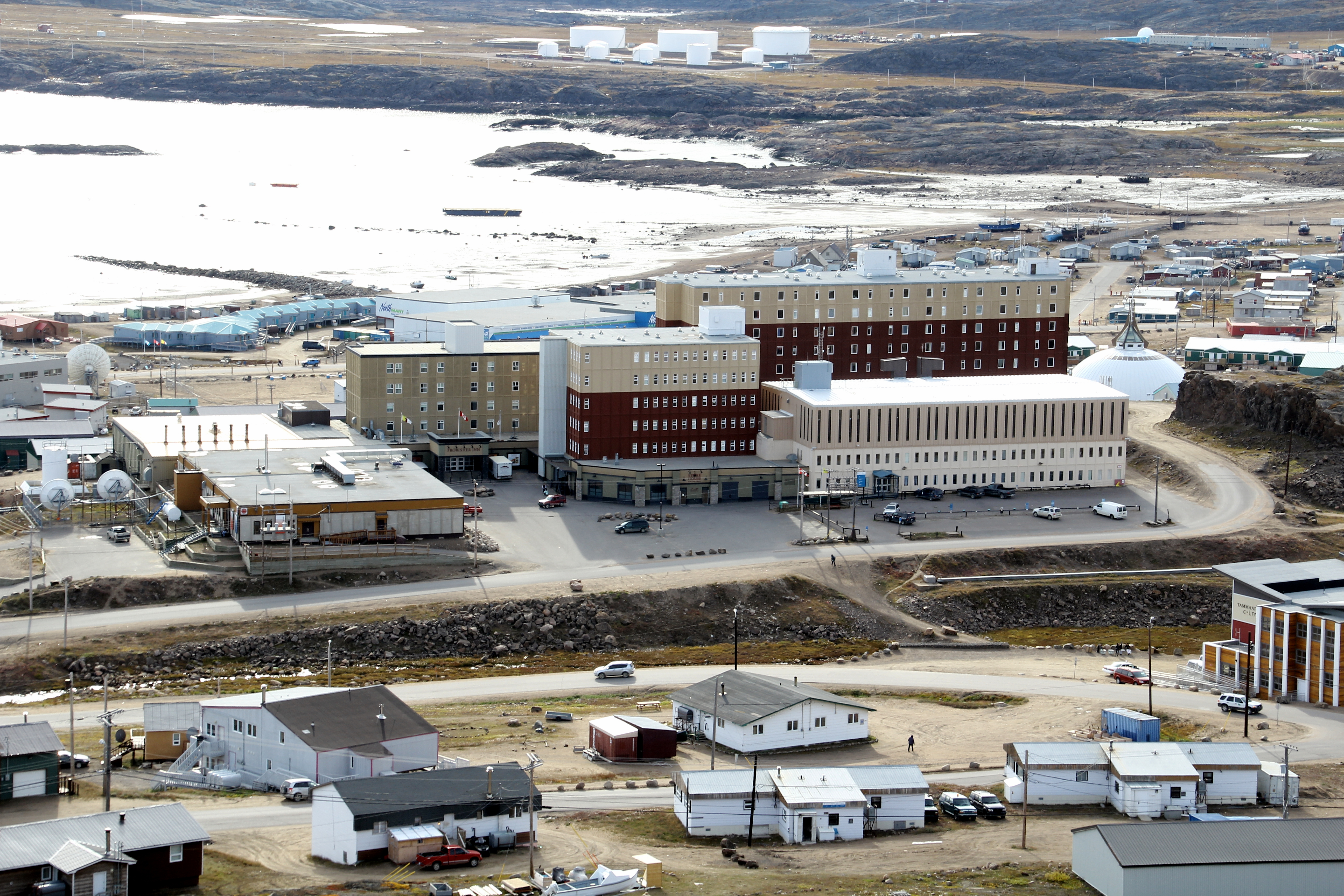
Astro Hill Complex - największy budynek w Iqaluit
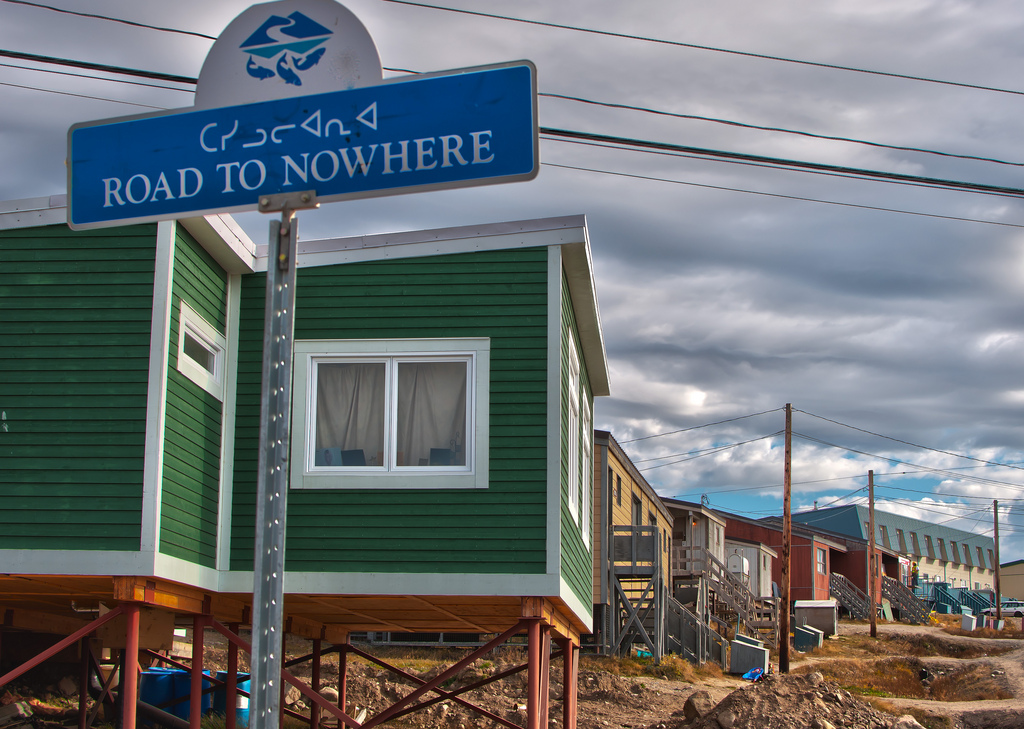
Domy na palach oraz dwujęzyczny znak